# Pietro Pittalis
Pietro Pittalis (Charleroi, 30 aprile 1958) è un politico italiano.

## Biografia
Nato il 30 aprile 1958 a Charleroi in Belgio, è figlio di immigrati sardi originari di Orune, poi tornati in patria.
Consigliere regionale della Sardegna dal 1994 al 2018 nelle liste di Forza Italia e del Popolo della Libertà, è stato assessore regionale a Programmazione, Bilancio, Credito e Assetto del Territorio dal 27 novembre 1999 al 15 giugno 2004.
Alle elezioni politiche del 2018 è stato eletto alla Camera dei deputati con Forza Italia nella circoscrizione Sardegna. Dal 21 giugno 2018 è membro della Commissione Giustizia della Camera e dal 20 luglio dello stesso anno ricopre il ruolo di capogruppo di Forza Italia nella Giunta per le elezioni. Dal 26 aprile 2019 è membro della Giunta per le autorizzazioni. Al 9 agosto 2022 risulta avere un indice di presenze pari all’84.80%. È stato nella XVIII legislatura relatore di tre disegni di legge e co-firmatario di 108.
Alle elezioni politiche anticipate del 2022 viene ricandidato alla Camera, come capolista per Forza Italia nel collegio plurinominale Sardegna, risultando eletto a Montecitorio. Nella XIX legislatura è vicepresidente della 2ª Commissione Giustizia.
L'8 marzo 2024 diventa segretario regionale di Forza Italia in Sardegna.